# Брусницын, Фёдор Павлович
Фёдор Па́влович Брусни́цын (1849, Санкт-Петербург — 27 августа [9 сентября] 1901, Санкт-Петербург) — российский горный инженер, статский советник.

## Биография
Родился в 1849 году[уточнить] в Санкт-Петербурге в семье медальера Павла Львовича Брусницына.
В 1872 году окончил Санкт-Петербургский горный институт, после чего в течение недолгого времени служил на Кавказе, однако уже в 1873 году был направлен на Урал для проведения разведок каменного угля, где работал в сотрудничестве с Александром Петровичем Карпинским.
С 1882 года занимался на Алтае сперва разведкой каменного угля, а затем работал управляющим Салаирскими рудниками.
В 1886 году был командирован для исследования фабрично-заводской промышленности Царства Польского.
С 1887 года занимался геологоразведочными работами в Семиреченской области. В 1888 году принимал участие в экспедиции Ивана Васильевича Мушкетова по исследованию последствий Верненского землетрясения.
С 1889 года — чиновник особых поручений по горной части при Степном генерал-губернаторе.
С 1892 года — старший смотритель Баскунчакского и Чапчачинского соляных промыслов. В 1894 году был вновь командирован на Алтай, а со следующего года — занимал должность окружного инженера Нижне-Волжского горного округа.
В 1896 году занимался геологоразведкой в Якутской области, на следующий год — в Канском округе Енисейской губернии.
В 1898 году вышел в отставку. Скончался 27 августа (9 сентября) 1901 года, на 52 году жизни.

## Научная деятельность
Одним из наиболее значимых научно-практических достижений Фёдора Павловича Брусницына считается открытие Колчугинского каменноугольного месторождения на Алтае и организацию там добычи угля. Научные работы Брусницына печатались в «Горном журнале», «Записках Уральского общества любителей естествознания», «Известиях Общества горных инженеров» и в других изданиях.